# Ойжень (гміна)
Гміна Ойжень (пол. Gmina Ojrzeń) — сільська гміна у центральній Польщі. Належить до Цехановського повіту Мазовецького воєводства.
Станом на 31 грудня 2011 у гміні проживало 4367 осіб.

## Площа
Згідно з даними за 2007 рік площа гміни становила 123.11 км², у тому числі:
- орні землі: 66.00%
- ліси: 25.00%

Таким чином, площа гміни становить 11.59% площі повіту.

## Населення
Станом на 31 грудня 2011:
| Опис     | Загалом | Загалом | Чоловіки | Чоловіки | Жінки | Жінки |
| -------- | ------- | ------- | -------- | -------- | ----- | ----- |
| одиниця  | осіб    | %       | осіб     | %        | осіб  | %     |
| все      | 4367    | 100     | 2253     | 51.59    | 2114  | 48.41 |
| міське   | 0       | 100     | 0        |          | 0     |       |
| сільське | 4367    | 100     | 2253     | 51.59    | 2114  | 48.41 |

## Сусідні гміни
Гміна Ойжень межує з такими гмінами: Ґліноєцьк, Сонськ, Сохоцин, Цеханув.